# Svjetski dan hrane
Svjetski dan hrane (World Food Day, WFD) utemeljen je od zemalja članica Organizacije za prehranu i poljoprivredu (FAO) na dvadesetoj konferenciji Organizacije za prehranu i poljoprivredu u studenome 1979. godine. 
Odabrani datum, 16. listopada, obljetnica je osnutka te organizacije. 

## Povijest
Civilizacija je temeljena na poljoprivredi. Njena važnost ista je kao i prije 10 000 godina kada je rođena. Kada su se rani lovci-sakupljači počeli grupirati i udomljavati te domesticirati divlje biljke i životinje, društvo se počelo ubrzano razvijati.
Neki članovi zajednice specijalizirali su se u proizvodnji hrane, te tako dali prostora ostalima da nauče presti i tkati, topiti i lijevati broncu, peći opeku, oblikovati glinu i praviti lončariju te pisati. Sela su prerastala u gradiće i kasnije u gradove .
Kako bi istražili pravu vrijednost današnje poljoprivrede i slavili daljnji doprinos različitih kultura globalnoj poljoprivredi, FAO je izabrao temu “Poljoprivreda i međukulturalni dijalog” kao središte Svjetskog dana hrane 2005. godine. Ova
godina također obilježava 60-godišnjicu osnivanja ove organizacije.
Postavlja se pitanje je li poljoprivreda danas važna kao što je bila kroz povijest? Statistike Organizacije za prehranu i poljoprivredu govore da na početku novog tisućljeće preživljavanje 2,57 milijarde ljudi ovisi o poljoprivredi, lovstvu, ribarstvu ili šumarstvu, uključujući one koji su u te djelatnosti uključeni aktivno, kao i one koji u njima sudjeluju neizravno. Oni predstavljaju 42% ukupnog stanovništva na Zemlji. Poljoprivreda pokreće ekonomije većine razvijenih zemalja.
U industrijaliziranim zemljama poljoprivredni izvoz u 2001. godini vrijedio je oko 290 milijardi US$.
Kroz povijest je vrlo mali broj zemalja doživio brzi ekonomski razvoj i smanjenje siromaštva, a da tome nije prethodio razvitak poljoprivrede. Gospodarska statistika promatra poljoprivredu isključivo kao ekonomsku djelatnost.
Međutim, poljoprivreda kao način života, kao nasljeđe, kao kulturna prepoznatljivost, kao povijesni suživot s prirodom,
upravo je od neprocjenjive važnosti.
Ostali nematerijalni doprinosi poljoprivrede čovječanstvu uključuju očuvanje staništa, krajolika i tla, gospodarenje vodnim resursima, te očuvanje prirodne bioraznolikosti. U mnogim razvijenim i zemljama u razvoju seoski turizam
postaje sve popularniji među gradskim stanovništvom koje žudi za mirnim mjestom za odmor, pokazujući zanimanje za podrijetlo hrane koju jedu.
Ali vjerojatno najznačajnija uloga poljoprivrede upravo je rješavanje problema gladi za 850 milijuna pothranjenih ljudi, većinom u ruralnim područjima. Jedini način rješavanja ovog problema za njih je da sami proizvedu dovoljno hrane ili da imaju dovoljno novca kojim bi tu hranu kupili. Najizvjesniji način zarade u ruralnim područjima upravo je zarada proizvodnjom hrane i ostalim djelatnostima poljoprivrednog sektora.
Na Svjetskom samitu o hrani održanom u Rimu 1996. godine, kao i pet godina kasnije, 2001. godine, svjetski čelnici zavjetovali su se da će do 2015. godine broj gladnih smanjiti na pola. Program Ujedinjenih naroda Ciljevi milenijskog razvoja, obavezuje svjetske vođe smanjivanju ekstremnog siromaštva i gladi do 2015. godine za pola, te osiguravanju održivosti okoliša.
Mnoge međunarodne inicijative i organizacije civilnog društva, kao što je Međunarodna organizacija za borbu protiv gladi, omogućavaju ljudima različitih kultura susretanje i planiranje aktivnosti u borbi protiv gladi. FAO organizacija TeleFood kroz različite kulturne događaje kao što su koncerti promovira svjesnost o problemu gladi.
Svjetski dan hrane na lokalnoj, nacionalnoj i međunarodnoj razini pruža mogućnost za razvoj dijaloga i unapređivanje solidarnosti.
Ljudska i kulturalna domišljatost te ispravna vizija kroz međusobnu suradnju i pomaganju, uključujući doprinos FAO-a i Međunarodne zajednice, može zasigurno dovesti do napretka u osiguravanju dostatnosti hrane za sve.

## Teme Svjetskog dana hrane
- 2000. - “Milenij bez gladi”
- 2001. - “Borba protiv gladi i smanjenje siromaštva”
- 2002. - “Voda: izvor sigurne hrane”
- 2003. - “Zajednički rad u Međunarodnom savezu za borbu protiv gladi”
- 2004. - “Biološka raznolikost i sigurnost hrane”
- 2005. - “Poljoprivreda i međukulturalni dijalog”

## Vanjske poveznice
- Službena stranica Svjetskog dana hrane  Arhivirana inačica izvorne stranice od 23. listopada 2012. (Wayback Machine)